# 10616 Inouetakeshi
10616 Inouetakeshi eller 1997 UW8 är en asteroid i huvudbältet som upptäcktes den 25 oktober 1997 av de båda japanska astronomerna Kazuro Watanabe och Kin Endate vid Kitami-observatoriet. Den är uppkallad efter Takeshi Inoue.